# Aduana

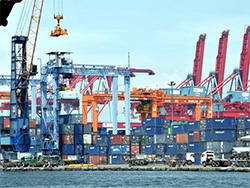
El Despachante de aduana es el agente auxiliar del comercio y del servicio aduanero

La aduana es una oficina pública gubernamental, aparte de ser una constitución fiscal, situada en puntos estratégicos. Estos puntos estratégicos son, por lo general, costas, fronteras, terminales internacionales de transporte de mercancía como aeropuertos o terminales ferroviarios. Esta oficina está encargada de controlar las operaciones de comercio exterior, con el objetivo de registrar el tráfico internacional de mercancías que se importen y exporten desde un país extranjero y cobrar los impuestos establecidos por ley. Se podría afirmar que las aduanas fueron creadas para recaudar dicho tributo, y por otro lado regular mercancías que por su naturaleza pueden afectar la producción nacional, la salud pública, la paz o la seguridad de una nación.
Asimismo, en determinados países la aduana no solo se limita al control de las mercancías, sino que en ella también se regula el tráfico de personas o bien al control de capitales.

## Etimología
A la palabra aduana se le atribuye un origen persa o árabe. Aunque este concepto ha llegado a través de la lengua árabe ("diwán", "adayuán", "al dyuán", "ad-diwána"), es probable que tenga su origen en la lengua persa. Tanto en una como en la otra, se designaba con ella al lugar en el que se reunían aquellos que llevaban los registros o libros de cuentas relativos a las mercaderías que ingresaban o egresaban y donde se abonaban los tributos correspondientes.

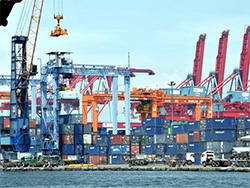
El Despachante de aduana es el agente auxiliar del comercio y del servicio aduanero

## Misiones de la aduana
Podemos englobar las misiones que desarrollan los organismos de control aduaneros en las siguientes:
- Fiscal: Mediante la aplicación y vigilancia del cumplimiento de determinados derechos de importación/exportación (aranceles) a la introducción o salida de las mercancías.
- Seguridad: Íntimamente ligada con la anterior, evita el fraude aduanero y lucha contra el contrabando (ya sea de drogas, armas, patrimonio histórico, etc.)
- Salud pública: Controla la entrada de animales, alimentos, residuos tóxicos, etc. que podrían suponer un peligro para la salud pública de los civiles.
- Estadística: Elaboran estadísticas de comercio exterior.

## Funcionamiento
Toda importación o exportación de mercancías está sometida a un despacho aduanero en el que puede ser exigido el pago de un derecho aduanero.
El derecho de aduana recibe el nombre de arancel aduanero. A nivel mundial la inmensa mayoría de los países utilizan el Sistema Armonizado para la Designación y Codificación de Mercancías de la Organización Mundial de Aduanas para clasificar las mercancías y determinar los derechos aplicables a cada una de ellas. Estos derechos son de uso exclusivo de los gobiernos, y suponen una provechosa fuente de ingresos para la hacienda pública.
Los derechos de aduana se ejercen sobre los productos extranjeros que entran al país, sobre los que salen del país, o sobre los que proceden del exterior y pasan interinamente los puertos nacionales a modo de reexportación. Con la finalidad de proteger la producción nacional mediante el encarecimiento a través de estos impuestos de las mercancías extranjeras, se favorece que el producto nacional ponga freno al extranjero, dado que parte en condiciones más ventajosas a la hora de ofrecer un precio más competitivo en el mercado interno. Esta protección, llevada al extremo, es conocida como proteccionismo.
Actualmente en la aduana no solo se devenga y exige el pago de los aranceles, sino también las restricciones y regulaciones no arancelarias, las cuales se aplican en casos de práctica desleal de Comercio Exterior (discriminación de precios, subvenciones, entre otros), así como también los impuestos indirectos sobre el consumo (valor añadido) o sobre consumos específicos (accisas).
Para la recolección de los impuestos y la asignación de regulaciones y normativas a cumplir la mercancía o los bienes deben ser clasificados, es decir asignarles un código numérico que puede ir desde los 6 dígitos hasta los 12 dependiendo precisamente del sistema de designación y clasificación de mercancía usado, el más usado es el HS (Harmonized System), usado por la mayoría de los países afiliados a la OMA, estos códigos se engloban en un documento llamado "Tarifa" que es un listado general de los códigos y es mediante una metodología basada en reglas establecidas generales y particulares, así como Notas de Sección, Capítulo, subcapítulo y explicativas que se realiza la asignación del código o clasificación de la mercancía.

## Agente de aduana, Agente Aduanal, Corredor de Aduana o Despachante de Aduana.

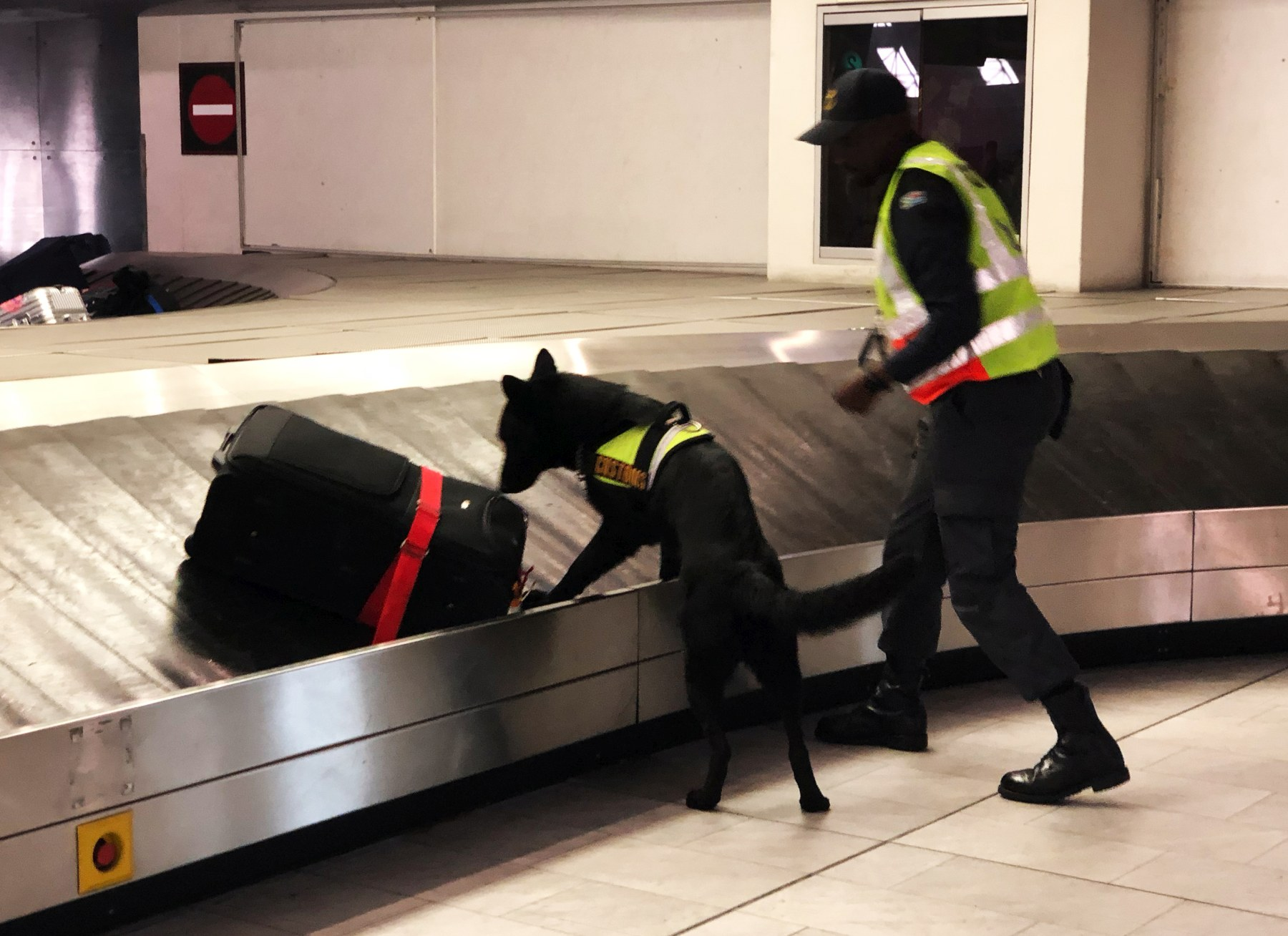
Agente de aduana con un perro entrenado buscando drogas en una maleta de aeropuerto

Agente de aduana (también denominado representante aduanero, agente aduanal, corredor de aduana o despachante aduanal) es la persona natural o jurídica autorizada por la autoridad aduanera competente para actuar en nombre de terceros en operaciones de comercio exterior, como importación, exportación o tránsito aduanero. Su función consiste en representar al cliente ante organismos públicos o privados, gestionando y tramitando formalidades aduaneras con base en un poder otorgado legalmente.
Según diversas legislaciones se constituye como un auxiliar de la administración aduanera.
Dicho término de Agente de Aduana es aplicable en Chile, Colombia, Perú, Venezuela, España, Centroamérica y otros países de la región latinoamericana.
En Brasil, Uruguay, Paraguay, Bolivia y Argentina es usada la denominación de Despachante de Aduana para este especialista.
En Panamá se le denomina como Corredor de Aduana.
En España se le denomina Agente de aduanas o representante aduanero.
En México se define al Agente Aduanal como la persona física autorizada por el Servicio de Administración Tributaria, mediante una patente (autorización), para promover por cuenta ajena el despacho de las mercancías, en los diferentes regímenes aduaneros previstos la Ley Aduanera mexicana.
En Ecuador, de acuerdo con el Código Orgánico de la Producción, Comercio e Inversiones, el agente de aduana está facultado a gestionar, de manera habitual y por cuenta ajena, el despacho de las mercancías. Para ello, debe gestionar una licencia ante la autoridad aduanera, que tendrá un plazo de vigencia de cinco años, renovables por un período similar. Adicionalmente, el agente de aduana deberá suscribir la declaración aduanera, cuando la normativa lo establezca, debiendo facturar por sus servicios de acuerdo a la tabla de honorarios mínimos que serán fijados por el director general del servicio nacional de aduana del Ecuador.

## Organización Internacional
La mayor Organización Internacional en materia aduanera es la Organización Mundial de Aduanas (World Customs Organization)
La historia de la OMA se inició en 1947 cuando los trece gobiernos europeos representados en el Comité De Cooperación Económica Europea acordaron establecer un Grupo de Estudio. Este Grupo examinó la posibilidad de establecer una o varias Uniones inter-europea de aduanas basados en los principios del Acuerdo General sobre Aranceles Aduaneros y Comercio (GATT).
En 1948, el Grupo de Estudio dio la creación de dos comisiones - un Comité Económico y un Comité de Aduanas. El Comité Económico fue el predecesor de la Organización para la Cooperación Económica y el Desarrollo (OCDE), el Comité de Aduanas se convirtió en el Consejo de Cooperación Aduanera (CCC).
En 1952, el Convenio que establece formalmente la CCC entró en vigor. El Consejo es el órgano rector de la CCC y la sesión inaugural del Consejo se celebró en Bruselas el 26 de enero de 1953.
Asistieron a la primera sesión del Consejo de la CCC representantes de diecisiete países europeos.
Después de años de crecimiento de la membresía, en 1994, el Consejo adoptó el nombre de trabajo Organización Mundial de Aduanas, para reflejar mejor su transición a una institución intergubernamental verdaderamente global. Ahora es la voz de 179 administraciones de aduanas que operan en todos los continentes y representan todas las etapas de desarrollo económico. Hoy en día, los miembros de la OMA son responsables de procesar más de 98 % de todo el comercio internacional.
La OMA tiene como misión el proporcionar liderazgo, orientación y apoyo a las Administraciones de Aduanas nacionales para asegurar y facilitar el comercio legítimo, llevar cuenta de los ingresos, proteger a la sociedad y desarrollar las capacidades de comercio internacional.
La OMA actualmente tiene agrupados a sus miembros, en seis regiones.
- Norteamérica, Centroamérica, Sur América y el Caribe.
- Europa.
- Norte de África, Cercano y Medio Oriente.
- Centro y Occidente de África.
- Oriente y sur de África.
- Lejano Oriente, Sur y Sureste de Asia, Australasia e Islas del Pacífico.

| Miembros de la OMA por región                          | Miembros de la OMA por región | Miembros de la OMA por región            | Miembros de la OMA por región   | Miembros de la OMA por región | Miembros de la OMA por región                                           |
| ------------------------------------------------------ | ----------------------------- | ---------------------------------------- | ------------------------------- | ----------------------------- | ----------------------------------------------------------------------- |
| Norte América, Centro América, Sur América y el Caribe | Europa                        | Norte de África, Cercano y Medio Oriente | Centro y Occidente de África    | Oriente y sur de África       | Lejano Oriente, Sur y Sureste de Asia, Australasia e Islas del Pacífico |
| Argentina                                              | Albania                       | Baréin                                   | Benín                           | Angola                        | Afganistán (República Islámica de)                                      |
| Bahamas                                                | Andorra                       | Egipto                                   | Burkina Faso                    | Botsuana                      | Australia                                                               |
| Barbados                                               | Armenia                       | Irak                                     | Camerún                         | Burkina Faso                  | Bangladés                                                               |
| Belice                                                 | Austria                       | Jordania                                 | Cabo Verde                      | Comoras                       | Bután                                                                   |
| Bermudas                                               | Azerbaiyán                    | Kuwait                                   | República Centroafricana        | Yibuti                        | Brunéi                                                                  |
| Bolivia                                                | Bielorrusia                   | Líbano                                   | Chad                            | Eritrea                       | Camboya                                                                 |
| Brasil                                                 | Bélgica                       | Libia                                    | República Democrática del Congo | Etiopía                       | China                                                                   |
| Canadá                                                 | Bosnia y Herzegovina          | Marruecos                                | República del Congo             | Kenia                         | Fiyi                                                                    |
| Chile                                                  | Bulgaria                      | Omán                                     | Costa de Marfil                 | Lesoto                        | Hong Kong, China                                                        |
| Colombia                                               | Croacia                       | Catar                                    | Gabón                           | Madagascar                    | India                                                                   |
| Costa Rica                                             | Chipre                        | Arabia Saudita                           | Gambia                          | Malaui                        | Indonesia                                                               |
| Cuba                                                   | República Checa               | Sudán                                    | Ghana                           | Mauricio                      | Irán (República Islámica de)                                            |
| Curazao                                                | Dinamarca                     | Siria                                    | Guinea Ecuatorial               | Mozambique                    | Japón                                                                   |
| República Dominicana                                   | Estonia                       | Túnez                                    | Guinea-Bisáu                    | Namibia                       | Corea del Sur (República de)                                            |
| Ecuador                                                | Unión Europea                 | EAU                                      | Liberia                         | Ruanda                        | Laos                                                                    |
| El Salvador                                            | Finlandia                     | Yemen                                    | Mali                            | Seychelles                    | Macao, China                                                            |
| Guatemala                                              | Francia                       |                                          | Mauritania                      | Sudáfrica                     | Malasia                                                                 |
| Guyana                                                 | Georgia                       | Níger                                    | Sudán del Sur                   | Maldivas                      |                                                                         |
| Haití                                                  | Alemania                      | Nigeria                                  | Suazilandia                     | Mongolia                      |                                                                         |
| Honduras                                               | Grecia                        | Santo Tomé y Príncipe                    | Tanzania                        | Nepal                         |                                                                         |
| Jamaica                                                | Hungría                       | Senegal                                  | Uganda                          | Nueva Zelanda                 |                                                                         |
| México                                                 | Islandia                      | Sierra Leona                             | Zambia                          | Pakistán                      |                                                                         |
| Nicaragua                                              | Irlanda                       | Togo                                     | Zimbabue                        | Papúa Nueva Guinea            |                                                                         |
| Panamá                                                 | Israel                        |                                          |                                 | Filipinas                     |                                                                         |
| Paraguay                                               | Italia                        | Samoa                                    |                                 |                               |                                                                         |
| Perú                                                   | Kazajistán                    | Singapur                                 |                                 |                               |                                                                         |
| Santa Lucía                                            | Kirguistán                    | Sri Lanka                                |                                 |                               |                                                                         |
| Trinidad y Tobago                                      | Letonia                       | Tailandia                                |                                 |                               |                                                                         |
| Estados Unidos                                         | Lituania                      | Timor Oriental                           |                                 |                               |                                                                         |
| Uruguay                                                | Luxemburgo                    | Tonga                                    |                                 |                               |                                                                         |
| Venezuela                                              | Malta                         | Birmania (República de)                  |                                 |                               |                                                                         |
|                                                        | Moldavia                      | Vanuatu                                  |                                 |                               |                                                                         |
| Montenegro                                             | Vietnam                       |                                          |                                 |                               |                                                                         |
| Países Bajos                                           |                               |                                          |                                 |                               |                                                                         |
| Noruega                                                |                               |                                          |                                 |                               |                                                                         |
| Polonia                                                |                               |                                          |                                 |                               |                                                                         |
| Portugal                                               |                               |                                          |                                 |                               |                                                                         |
| Rumania                                                |                               |                                          |                                 |                               |                                                                         |
| Rusia                                                  |                               |                                          |                                 |                               |                                                                         |
| Serbia                                                 |                               |                                          |                                 |                               |                                                                         |
| Eslovaquia                                             |                               |                                          |                                 |                               |                                                                         |
| Eslovenia                                              |                               |                                          |                                 |                               |                                                                         |
| España                                                 |                               |                                          |                                 |                               |                                                                         |
| Suecia                                                 |                               |                                          |                                 |                               |                                                                         |
| Suiza                                                  |                               |                                          |                                 |                               |                                                                         |
| Tayikistán                                             |                               |                                          |                                 |                               |                                                                         |
| Macedonia del Norte                                    |                               |                                          |                                 |                               |                                                                         |
| Turquía                                                |                               |                                          |                                 |                               |                                                                         |
| Turkmenistán                                           |                               |                                          |                                 |                               |                                                                         |
| Ucrania                                                |                               |                                          |                                 |                               |                                                                         |
| Reino Unido                                            |                               |                                          |                                 |                               |                                                                         |
| Uzbekistán                                             |                               |                                          |                                 |                               |                                                                         |

## Día Internacional de Aduanas
Se celebra el día 26 de enero de cada año en conmemoración al día en que se realizó la sesión inaugural del CCC (Comité de Cooperación Aduanera - Customs Co-operation Council) en 1953

## Autoridades aduaneras por países
| País                 | Autoridad                                                           |
| Argentina            | Dirección General de Aduanas                                        |
| Bolivia              | Aduana Nacional                                                     |
| Brasil               | Secretaria Especial da Receita Federal do Brasil                    |
| Chile                | Servicio Nacional de Aduanas                                        |
| Colombia             | Dirección de Impuestos y Aduanas Nacionales de Colombia (DIAN)      |
| Costa Rica           | Dirección General de Aduanas (Costa Rica)                           |
| Cuba                 | Aduana General de la República (AGR)                                |
| República Dominicana | Dirección General de Aduanas (DGA)                                  |
| Ecuador              | Servicio Nacional de Aduana del Ecuador                             |
| España               | Departamento de Aduanas e Impuestos Especiales                      |
| Estados Unidos       | US Customs and Border Protection                                    |
| Francia              | Departamento de Aduanas e Impuestos Indirectos                      |
| Guatemala            | Superintendencia de Administración Tributaria                       |
| México               | Agencia Nacional de Aduanas de México                               |
| Nicaragua            | Dirección General de Servicios Aduaneros (DGA)                      |
| Panamá               | A.N.A (Autoridad Nacional de Aduanas)                               |
| Paraguay             | Dirección Nacional de Aduanas (DNA)                                 |
| Perú                 | Superintendencia Nacional de Aduanas y Administración Tributaria    |
| Reino Unido          | HM Revenue & Customs                                                |
| Uruguay              | Dirección Nacional de Aduanas                                       |
| Venezuela            | Servicio Nacional Integrado de Administración Aduanera y Tributaria |

## Barreras aduaneras por países
| País           | aranceles             | Barreras no arancelarias         | Barreras no arancelarias                             |
| País           | promedio              |                                  | cuotas, prohibiciones, embargo                       |
| -------------- | --------------------- | -------------------------------- | ---------------------------------------------------- |
| Unión Europea  | 4,2 %                 | productos agrícolas, GMO, textil | prohibición: carne de vacuno alimentado con hormonas |
| Japón          | 3 %                   | Normas japonesas                 | cuotas: química orgánica, medicamentos               |
| Rusia          | 9,9 %                 | Certificación                    | cuotas para los productos alimenticios               |
| Estados Unidos | 3 %                   | alimentos, textil                | Embargo: varios países                               |
| Argentina      | 50 % - USD 25 por año |                                  |                                                      |